# Pafos (mitologia)
Pafos (grec. Πάφος, łac. Paphos) – postać z mitologii greckiej. Była córką króla i rzeźbiarza Pigmaliona i jego żony Galatei  – rzeźby zrobionej przez Pigmaliona i ożywionej przez Afrodytę. Tak samo jak jej ojciec i matka mieszkała na Cyprze.
Jej córką była Myrra. Pafos często chwaliła się, że jest ona piękniejsza od samej Afrodyty. Myrra za karę zakochała się w swoim ojcu. Myrra w obawie przed gniewem ojca wybłagała Afrodytę o litość. Ona zmieniła ją w krzew mirtu.
Od imienia Pafos wywodzi się nazwa miasta Pafos na wybrzeżu Cypru.

## Brat Pafos
Antyczni autorzy wspominają również o synu rodziców Pafos, który miał takie samo imię jak ona. Był on ojcem Kinyrasa, późniejszego króla Cypru, który podobno założył miasto Pafos.